# Бондурівська сільська рада (Чечельницький район)
Бондурівська сільська рада — колишній орган місцевого самоврядування у Чечельницькому районі Вінницької області з центром у с. Бондурівка.

## Населені пункти
Сільській раді були підпорядковані населені пункти:
- с. Бондурівка
- с. Дохно

## Склад ради
Рада складалася з 16 депутатів та голови.